# Partito dei Democratici di Lituania
Il Partito dei Democratici di Lituania (in lituano: Lietuvos demokratų partija - LDP) è stato un partito politico lituano di orientamento nazionalista fondato nel 1989; nel 2001 è confluito nell'Unione delle Destre di Lituania.
Successore del Partito dei Democratici Lituani (Lietuvių demokratų partija), operativo dal 1902 al 1920, si è trattato del primo partito non comunista ad essere legalizzato in Unione Sovietica.

## Storia
Il partito ottenne due seggi alle elezioni del Soviet Supremo lituano del 1990.
In vista delle parlamentari del 1992, le prime dopo la dissoluzione dell'Unione Sovietica, siglò un accordo col Partito dei Democratici Cristiani di Lituania e l'Unione dei Prigionieri Politici e dei Deportati di Lituania: la coalizione ottenne complessivamente 18 seggi e il partito dette vita ad un gruppo parlamentare autonomo, comprendente 3 deputati.
Alle parlamentari del 1996 concorse insieme all'Unione dei Nazionalisti Lituani, riducendo la propria rappresentanza a 2 seggi: il segretario Saulius Pečeliūnas, che dette luogo ad un gruppo comune col Partito Popolare della Patria (Tėvynės Liaudies Partija, nato nel 1999 da una scissione dall'Unione della Patria); Jūratė Matekonienė, che aderì all'Unione di Centro di Lituania. Un terzo seggio fu invece assegnato a Rimantas Smetona, esponente dei nazionalisti. 
Nel 2001 il partito si sciolse nell'Unione delle Destre di Lituania (Lietuvos Dešiniųjų Sąjunga - LDS), insieme alla Lega della Libertà di Lituania, al già citato Partito Popolare della Patria e al Partito dell'Indipendenza (Nepriklausomybės partija). Nel 2004, LDS confluirà a sua volta nell'Unione della Patria - Conservatori di Lituania.

## Risultati
| Elezione          | Voti    | %     | Seggi   |
| ----------------- | ------- | ----- | ------- |
| Parlamentari 1992 | 234.368 | 12,61 | 3 / 141 |
| Parlamentari 1996 | 28.744  | 2,20  | 2 / 141 |
| 1. 2.             |         |       |         |